# La Valle
La Val (La Valle) tiếng Ý: La Valle; tiếng Ladin: La Val; tiếng Đức: Wengen) là một đô thị ở tỉnh ] Bolzano-Bozen trong vùng Trentino-Alto Adige/Südtirol của Ý, có vị trí cách khoảng 90 km về phía đông bắc của thành phố Trento (lad. Trent, de. Trient) và khoảng 45 km về phía đông bắc của thành phố Bolzano (lad. Bulsan, de. Bozen). Tại thời điểm ngày 31 tháng 12 năm 2004, đô thị này có dân số 1.251 người và diện tích là 39 km².
La Val (La Valle) giáp các đô thị: Badia, Mareo (Marebbe) và San Martin (San Martino).